# Robert Samuel Thomas Shelley
Robert Samuel Thomas ("Bob") Shelley was een Brits ondernemer, directeur/eigenaar van de gereedschapsfabriek R.T. Shelley en mede eigenaar en bestuursvoorzitter van het motorfietsmerk Norton.
Bob Shelley was een boerenzoon uit Nantwich. Zijn vader was John Weston Shelley en zijn moeder was Elizabeth Cartwright. Bij de volkstelling van 1903 werd hij geregistreerd als "reizend koopman", maar uiterlijk in 1908 richtte hij R.T. Shelley op. Zijn bedrijf specialiseerde zich in het produceren van boordgereedschappen en kriks voor de prille Britse auto- en motorfietsindustrie. 
In dat jaar nam hij ook het slecht lopende merk Norton over van eigenaar James Lansdowne Norton. Toen James Norton in 1913 moest herstellen van een ziekte die hij had opgelopen op het eiland Man en Norton failliet dreigde te gaan werd Bob Shelley mede-directeur en bestuursvoorzitter. Hij plaatste zijn zwager Dan O'Donovan in het management. O'Donovan was een amateur-racer maar ook een goede tuner. Dat leverde hem de bijnaam "Wizard" op. Hij ontwikkelde op het Brooklands circuit de Norton BS (Brooklands Special). 
In 1926, een jaar voor zijn dood, veranderde Bob Shelley de naam van de Norton Motor Mfg. Company in Norton Motors (1926) Ltd. Na de dood van Bob Shelley in 1927 werd Gilbert Smith algemeen directeur van zowel Norton als R.T. Shelley (James Lansdowne Norton was al in 1925 overleden).
Gedurende de volgende decennia waren beide bedrijven in sommige perioden nodig om de ander drijvende te houden. De eenvoudige boordgereedschappen van R.T. Shelley konden door elke willekeurige smid gemaakt worden en de contracten met de auto- en motorfietsbranche waren dus nogal wankel. Dan was het voortbestaan verzekerd door de motorfietsverkoop van Norton. Andersom hield R.T. Shelley Norton drijvende toen dat na de Tweede Wereldoorlog veel aandacht besteedde aan de motorsport, maar te weinig aan de "klantenmodellen". Toen Norton/R.T. Shelley in 1953 werden overgenomen door Associated Motor Cycles leek het doek voor R.T. Shelley te vallen. AMC behield het bedrijf tot Norton groot genoeg zou zijn om het personeel over te nemen, maar de uitvinding van de Shelley Rollalift draaikrik en een contract voor het boordgereedschap voor de nieuwe Mini brachten redding.